# 小行星4900
小行星4900（英語：4900 Maymelou）是一颗围绕太阳公转的小行星。1988年6月16日，埃莉諾·赫琳在帕洛马山发现了此天体。
这颗小行星的绝对星等为91.28816633671288等。